# Wambez
Wambez település Franciaországban, Oise megyében. Lakosainak száma 162 fő (2022. január 1.). Wambez Buicourt, Gerberoy, Hannaches, Hanvoile, Lachapelle-sous-Gerberoy és Senantes községekkel határos.

## Népesség
A település népessége az elmúlt években az alábbi módon változott:
| Lakosok száma | 156  | 162  | 166  | 164  | 165  | 165  | 165  | 164  | 162  |
|               | 2013 | 2015 | 2016 | 2017 | 2018 | 2019 | 2020 | 2021 | 2022 |